# Озеро Папес
Папеське озеро (латис. Papes ezers) — озеро у Латвії, Західна Курляндія. Площа — 12,05 км². Середня глибина — 0,5 м, найглибше місце на дні — 1,1 м. Саме дно мулке і переважно плоске. Кількість островів — 12.

## Назва
- Папеське озеро (латис. Papes ezers) — сучасна латиська назва; від поселення Папе.
- Паппенське озеро (нім. Pappen See) — стара німецька назва, що походить від Паппена, німецької назви Папе. Зустрічається на картах Курляндії XVIII — XIX ст[1].

## Історія
- 1834 року озеро Папес було з'єднане з Балтійським морем.

## Фауна
В озері мешкають 7 видів риб, такі як: пструг, щука, плітка, окунь, лин, карась, лящ. Протяжність берегової лінії 40,4 км. Місцева флора бідна, найпоширеніші види Potamogeton pectinatus, Nymphaea alba, N. candida, Cladium mariscus, Scorpidium scorpioides.